# Suchar´ Matak
Suchar´ Matak (ros. Сухарь Матак) – wieś (dieriewnia) w Rosji, w obwodzie samarskim, w rejonie isaklińskim. W 2010 liczyła 368 mieszkańców, głównie Czuwaszy.